# 复节奏
复节奏（Cross rhythm）也叫交错拍子，在两个以上多个声部的音乐中，不同的声部同时使用不同的对比的节拍，使得各声部的强弱节拍交错进行，整个音乐产生一种连续水流似的进行效果。例如高音使用3/4拍子的节奏，低音部分使用2/4拍子的节奏等。